# 羟基去甲氯胺酮
6-羟基去甲氯胺酮（缩写HNK）是一种含氮有机氯化合物，分子式C
12H
14ClNO
2，由氯胺酮的代謝產物去甲氯胺酮羟基化而来。